# Уэсо-Мишко, Мигель
Мигель Уэсо-Мишко (исп. Miguel Huezo Mixco; род. 21 декабря 1954, Сан-Сальвадор, Сальвадор) — сальвадорский поэт и журналист. Автор тринадцати книг, в том числе сборников поэзии, эссе, биографических монографий и романа. Куратор Сальвадорского художественного музея. Его стихи и эссе были напечатаны не только в сальвадорских периодических изданиях, но и на страницах ряда зарубежных газет и журналов. В 2014 году опубликовал роман «Путь муравьев», основой для которого послужили трагические события гражданской войны в Сальвадоре.

## Биография
Мигель Уэсо-Мишко родился в Сан-Сальвадоре 21 декабря 1954 года. Изучал литературу в Центральноамериканском университете им. Хосе Симеона Каньяса. В 1970-х годах был редактором литературного журнала «Ласточка». Сотрудничал с периодическими изданиями «Эль-Мундо» и «Эль-Папо». В 1979 году присоединился к Фронту национального освобождения им. Фарабундо Марти. После убийства ультраправыми экстремистами архиепископа Оскара Ромеро принял решение уйти в горы к партизанам. В 1981 году стал директором официальной радиостанции этой организации: «Радио Фарабундо Марти».
После подписания Чапультепекских мирных соглашений в 1992 году, вернулся к гражданской жизни. Присоединился к группе интеллектуалов, таких как Роберто Турсиос, Брени Куэнка и Орасио Кастельянос-Мойя, который вернулся из изгнания и основал журнал «Тенденции», ставший важным периодическим изданием в Сальвадоре в переходный период от диктатуры к демократии.
Позднее стал соучредителем и редактором еженедельника «Примера плана», обозначившим прорыв в создании независимой журналистики в Сальвадоре. Газета издавалась около года.
В 1996 году он был назначен директором издательства Национального совета по вопросам культуры и искусства. Занимал эту должность до 2014 года. За время работы на этом мести издал одиннадцать собраний сочинений о литературе, искусстве, антропологии и истории, всего более ста томов, а также собрания сочинений ведущих сальвадорских писателей и известных зарубежных авторов.
Его доклад «Развитие человека в Сальвадоре» стал ориентиром при обсуждении вопросов, связанных с миграцией населения и изменений в сальвадорской культуре. Он был удостоен ряда местных и зарубежных премий. Некоторые из его стихов были переведены на английский, французский и португальский языки. С 1999 по 2014 год был обозревателем «Ла Пренса Графика». С середины 2014 года ведёт колонку в интернет-газете «Эль-Фаро» (исп. El Faro). С 2001 года является членом Совета директоров Фонда Мануэля Гальярдо, который курирует работу библиотеки Гальярдо в городе Санта-Текла.